# Jigme Gyatso
Pour les articles homonymes, voir Jigmé Gyatso (homonymie).
Jigmé Gyatso (tibétain : འཇིགས་མེད་རྒྱ་མཚོ, Wylie : jigs med rgya mtsho, aussi appelé Golog Jigmé ou Golok Jigmy Gyatso) est un cinéaste tibétain, militant des droits de l'homme et ancien moine né le 8 mai 1972 à Golog, Serthar, Kardzé Sichuan en Chine. Il a été emprisonné à plusieurs reprises par le gouvernement de la république populaire de Chine pour des accusations liées à son militantisme. Le 18 mai 2014, il arrive à Dharamsala en Inde. Il révéla qu'il avait envisagé de s'immoler après que les autorités chinoises l'accusèrent faussement de meurtre  et qu'elles avaient pour projet de le tuer.

## Surmonter la peur
En 2007 et 2008, Jigmé Gyatso aide le réalisateur tibétain Dhondup Wangchen pour le tournage de Surmonter la peur, un film documentaire qui interviewe des Tibétains sur leurs opinions sur le 14e dalaï-lama et le gouvernement chinois dans les mois précédant les Jeux olympiques de Pékin en 2008,.
En mars, alors qu'ils avaient terminé le tournage et venaient d'expédier clandestinement les bandes hors de Lhassa, la capitale tibétaine, des troubles éclatent et commencent à se répandre dans des zones à majorité tibétaine de Chine.
Dans le cadre de la réponse du gouvernement qui a suivi, Jigmé Gyatso et Dhondup Wangchen sont arrêtés le 28 mars à Tong De dans la province du Qinghai.
Le documentaire de 25 minutes résultant du tournage de Dhondup Wangchen et Jigmé Gyatso a été décrit par le New York Times comme « un acte d'accusation sans fioritures du gouvernement chinois ».
Il a été compilé à partir de 40 heures d'interviews vidéo tournées par une seule caméra.
Le documentaire a été présenté le jour de l'ouverture des Jeux olympiques et a été projeté clandestinement pour les journalistes étrangers à Beijing.

## Procès, libération et nouvelle arrestation
Dhondup Wangchen fut ensuite condamné à six ans d'emprisonnement, peine qu'il purge encore en 2014,.
Front Line Defenders a indiqué qu'il était censé être détenu dans une prison secrète.
Jigmé Gyatso a été condamné à sept mois dans la prison de Linxia, période pendant laquelle il aurait été torturé par les autorités pénitentiaires.
Plus tard, il a détaillé ses allégations dans un témoignage vidéo à Human Rights Watch :

« Pendant tout un mois j'ai été menotté la plupart des jours et des nuits. Pendant l'interrogatoire, j'ai été suspendu avec mes mains attachées dans le dos. Ils ont frappé mon visage et ma poitrine à coups de poing. Ils m'ont accusé d'avoir des liens avec des personnes à l'étranger tels que le 14e dalaï Lama, Samdhong Rinpoché [chef du gouvernement tibétain en exil], et Akya Rinpoché [un ancien lama du monastère de Kumbum dans la province du Qinghai qui a quitté la Chine en 1998 et vit maintenant aux États-Unis]. »

Jigmé Gyatso a également déclaré qu'il a été à plusieurs reprises hospitalisé à la suite de la perte de conscience sous les coups.
Le 3 septembre 2008, le témoignage vidéo de Jigmé Gyatso à Human Rights Watch est retransmis par Voice of America au Tibet.
Le 4 novembre, deux mois plus tard, Jigmé Gyatso est de nouveau arrêté et détenu pendant six mois sans inculpation.
Il retourne à son monastère le 2 mai 2009.

## Réaction internationale

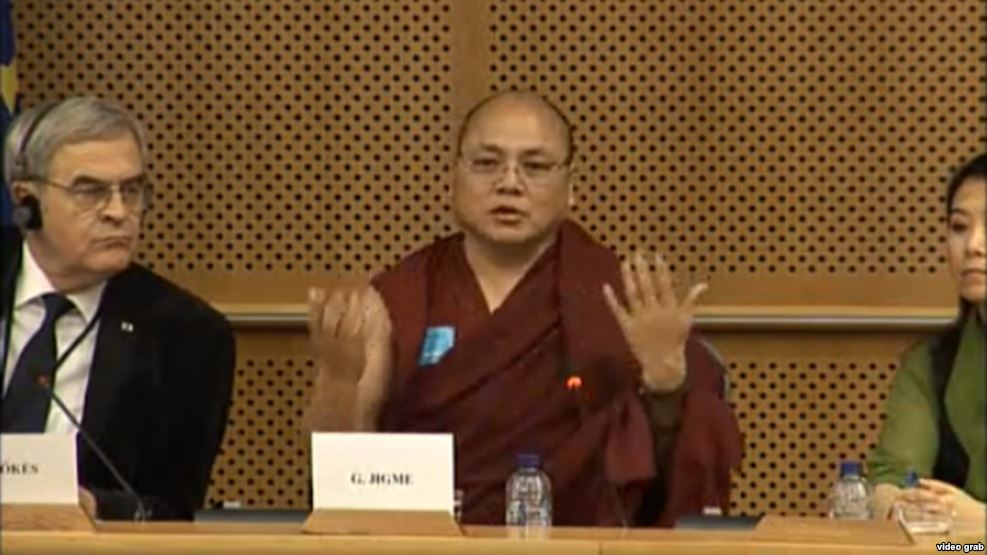
Golog Jigmé lors de son audience au Congrès américain.

Les arrestations de Jigmé Gyatso et Dhondup Wanghcen ont été condamnés par de nombreux groupes de défense des droits de l'homme. Amnesty International a protesté contre les arrestations des deux hommes, notant que Jigmé Gyatso risquait d'être de nouveau torturé et en désignant Dhondup Wangchen comme prisonnier d'opinion.
Human Rights Watch, Front Line Defenders, le Comité pour la protection des journalistes et le Centre tibétain pour les droits de l'Homme et la démocratie ont tous plaidé en faveur de Jigmé Gyatso.
En 2014, il est l'un des 100 héros de l'information de Reporters sans frontières une liste publiée à l'occasion de la Journée mondiale de la liberté de la presse.
Lors d'une audience devant le Congrès américain le 18 avril 2016, il a décrit les tortures qu'il a subi lors de ses détentions en Chine  de 2008 à 2012.